# Phyllanthus dumosus
Phyllanthus dumosus är en emblikaväxtart som beskrevs av Charles Budd Robinson. Phyllanthus dumosus ingår i släktet Phyllanthus och familjen emblikaväxter.
Artens utbredningsområde är Filippinerna. Inga underarter finns listade i Catalogue of Life.